# Manon Brunet
Manon Brunet (n. 7 februarie 1996, Lyon, Franța) este o scrimeră franceză specializată pe sabie, campioană olimpică la Paris 2024 și laureată cu argint la Campionatul European din 2014 și la Campionatul Mondial din același an.

## Carieră
S-a apucat de scrimă la vârsta de opt ani din cadrul clubului „Sabre au Clair” de la Rillieux-la-Pape, în periferia orașului Lyon, sub conducerea lui Carlos Bravo. În 2012 s-a transferat la Centrul de pregătire de juniori de la Orléans, sub îndrumarea lui Franck Berthier, și a început să participe la competiții internaționale de seniori. 
În sezonul 2013-2014, la vârsta de 18 ani, s-a alăturat lotului național francez, cu care a cucerit medalia de argint la Campionatul European de la Strasbourg și la Campionatul Mondial de la Kazan. La individual, a ajuns în sferturile de finală la CE, unde a fost învinsă de rusoaica Ekaterina Diacenko. Astfel a fost cea mai bine clasată franceză din competiția.
În sezonul următor a câștigat prima sa medalie la o etapă de Cupa Mondială cu un bronz la Caracas. A fost laureată cu argint la Campionatul Mondial din 2015 pentru juniori de la Tașkent, după ce a pierdut în finală cu conaționala sa Caroline Quéroli.

## Legături externe
- en  Prezentare Arhivat în 7 martie 2016, la Wayback Machine. la Confederația Europeană de Scrimă
- en Manon Brunet la Olympedia.org